# James Lamy
James Lamy (n. 30 mai 1928, Saranac Lake⁠(d), comitatul Essex, New York, SUA – d. 30 mai 1992, Corning⁠(d), New York, SUA) a fost un bober ce a reprezentat Statele Unite ale Americii, medaliat olimpic. A participat la două ediții ale Jocurilor Olimpice (1956, 1964) în care a câștigat o medalie de bronz.

## Participări
Lista de mai jos prezintă principalele competiții la care a participat James Lamy de-a lungul carierei.
- bobsleigh at the 1956 Winter Olympics – four-man[*]